# Скопијето (Терни)
Скопијето је насеље у Италији у округу Терни, региону Умбрија.
Према процени из 2011. у насељу је живело 92 становника. Насеље се налази на надморској висини од 470 м.